# Giro de Lombardía 1907
El Giro de Lombardía 1907, la 3ª edición de esta clásica ciclista, se disputó el 3 de noviembre de 1907, con un recorrido de 210 km entre Milán y Sesto San Giovanni. El vencedor final fue el francés Gustave Garrigou, que se impuso en la línea de llegada a los italianos Ernesto Azzini y Luigi Ganna.
Giovanni Gerbi es el primer en cruzar la línea de meta pero es descalificado por haber hecho parte del recorrido detrás de una moto. Lucien Petit-Breton acabó tercero pero también fue descalificado per no haber firmado en el control de Como.
Al final el ganador de la prueba fue Gustave Garrigou (Peugeot-Wolber), que se convirtió en el primer corredor no italiano que acabó la prueba en toda su historia.

## Clasificación final
| Posición | Ciclista            | Equipo         | Tiempo     |
| -------- | ------------------- | -------------- | ---------- |
| 1        | Gustave Garrigou    | Peugeot-Wolber | 7h 53' 41" |
| 2        | Ernesto Azzini      | Atena          | + 12' 23"  |
| 3        | Luigi Ganna         | Turkheimer     | + 18' 49"  |
| 4        | Felice Gallazzi     | Individual     | + 24' 30"  |
| 5        | Andrea Massironi    | Individual     | + 29' 25"  |
| 6        | Henri Rheinwald     | Individual     | + 42' 16"  |
| 7        | Ernesto Ferrari     | Individual     | m. t.      |
| 8        | Ferrucio Mirancelli | Individual     | + 42' 17"  |
| 9        | Mario Gaioni        | Individual     | + 55' 19"  |
| 10       | Attilio Alberti     | Individual     | + 55' 39"  |